# Kleinzierling
Kleinzierling (auch Sternhaus genannt) ist eine Wüstung auf dem Gebiet der Gemeinde Rattenberg und war ein Ortsteil der ehemaligen Gemeinde Siegersdorf im Bezirksamt Bogen.
Der Ort liegt 500 Meter südlich von Zierling neben dem Prädikatswanderweg Goldsteig.

## Geschichte

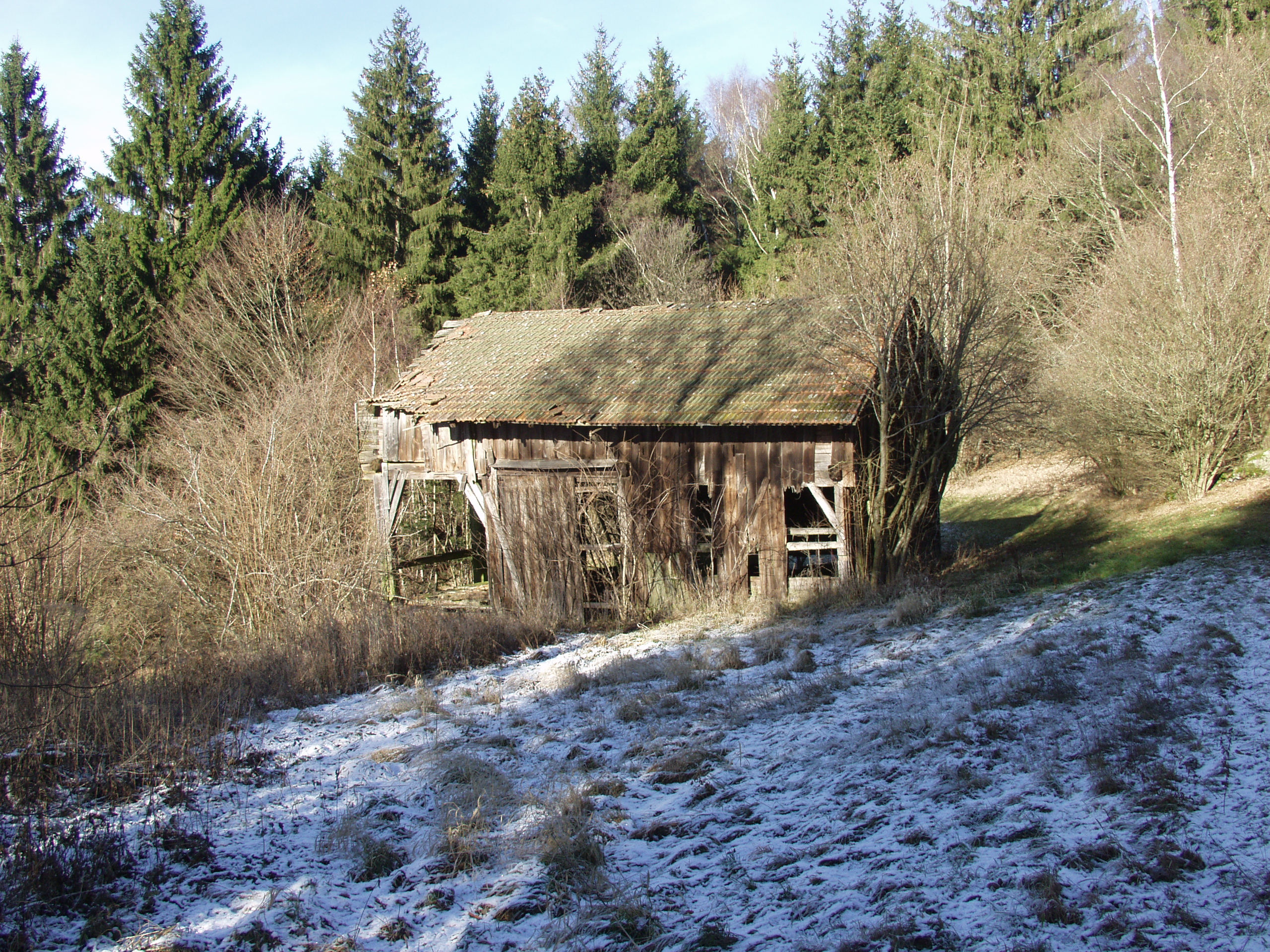
Verfallene Feldscheune in Kleinzierling

Die Einöde Kleinzierling gehörte zum Landgericht Mitterfels und gemäß den Matrikeln zur Pfarrei Konzell, nach den Daten der Volkszählungen aber zur Pfarrei Rattenberg. Der Ort, der immer nur ein Wohngebäude hatte, wurde in der Zeit zwischen 1900 und 1916 als Wohnplatz aufgegeben. Historisch wurde auch die Bezeichnung Sternhaus verwendet. Das etwa 20 Tagwerk große inzwischen unbewohnte Anwesen wurde 1920 an die Eigentümer des Rinkl-Simandlhofes in Zierling verkauft.

## Einwohnerentwicklung
- 1835: 00 3 Einwohner[6]
- 1860: 00 5 Einwohner[3]
- 1871: 00 7 Einwohner[5]
- 1875: 00 5 Einwohner[10]
- 1885: 00 7 Einwohner[11]
- 1900: 00 5 Einwohner[12]
- 1913: 00 0 Einwohner[4]
- 1925: 00 0 Einwohner[13]